# (37650) 1994 FP
(37650) 1994 FP est un astéroïde de la ceinture principale d'astéroïdes découvert en 1994.

## Description
(37650) 1994 FP a été découvert le 21 mars 1994 à l'observatoire de Siding Spring, situé près de Coonabarabran, en Nouvelle-Galles du Sud, en Australie, par Robert H. McNaught.

### Caractéristiques orbitales
L'orbite de cet astéroïde est caractérisée par un demi-grand axe de 2,40 ua, un périhélie de 1,70 ua, une excentricité de 0,29 et une inclinaison de 22,56° par rapport à l'écliptique. Du fait de ces caractéristiques, à savoir un demi-grand axe compris entre 2 et 3,2 ua et un périhélie supérieur à 1,666 ua, il est classé, selon la JPL Small-Body Database, comme objet de la ceinture principale d'astéroïdes.

### Caractéristiques physiques
(37650) 1994 FP a une magnitude absolue (H) de 15,0 et un albédo estimé à 0,210.